# Velasco
Velasco egy amerikai település Texasban, a Brancos folyó keleti partján, 4 mérföldre a Mexikói-öböltől. 1831-ben alapították.
A város története szorosan kapcsolódik a texasi forradalomhoz. Velasco az amerikai telepesek egyik első állomása volt nyugat felé. 1836-ban, a San Jacintói csata után Davig G. Burnet texasi elnök Velascot tette mega Texasi köztársaság első fővárosává. 1836 és 1846 között, a Texasi köztársaság megléte alatt öt texasi város viselt ezt a tisztséget, legutoljára Austin.
1956-ban körülbelül 4000 ember lakott Velascoban, majd 1957. július 27-étől a texasi Freeport városához tartozik.